# Scilla gabunensis
Scilla gabunensis är en sparrisväxtart som beskrevs av John Gilbert Baker. Scilla gabunensis ingår i släktet blåstjärnesläktet, och familjen sparrisväxter. Inga underarter finns listade i Catalogue of Life.